# Grumman JRF Goose
El Grumman G-21 Goose ("ganso" u "oca" en inglés) fue un monoplano de transporte ligero anfibio desarrollado por la empresa aeronáutica estadounidense Grumman Aircraft Engineering Corporation para uso militar y civil, que operó desde 1937 hasta 1945 en la Armada de los Estados Unidos, en las Fuerzas Aéreas del Ejército de los Estados Unidos hasta la década de los años 50 y hasta finales del siglo XX en aerolíneas locales insulares en diversas partes del mundo.

## Diseño y desarrollo

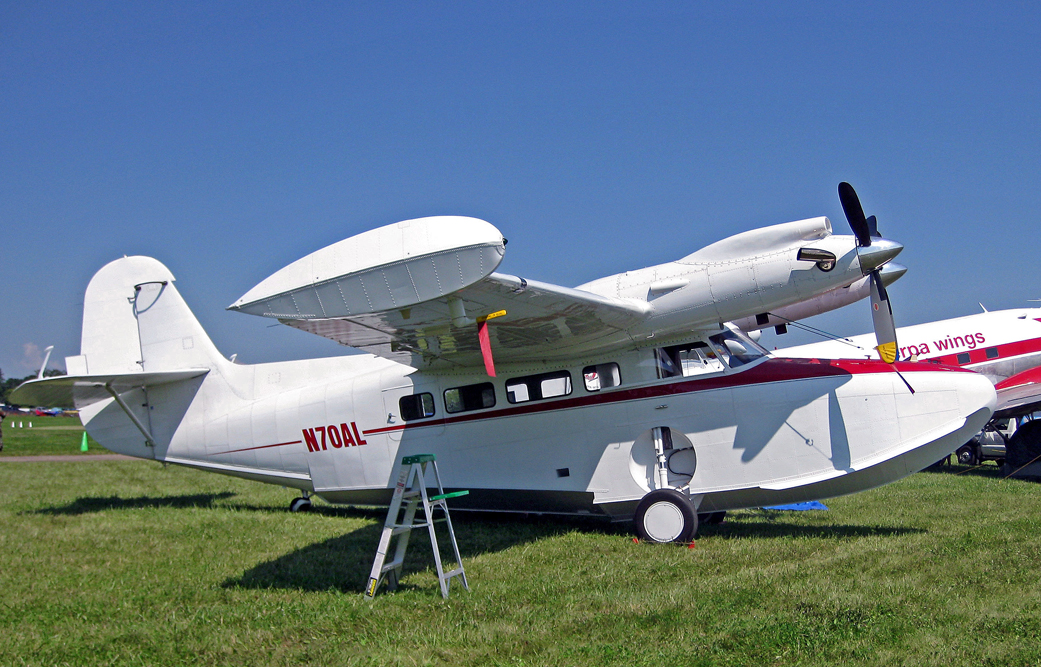
Antiguo Grumman Goose que fue convertido y recertificado como un nuevo McKinnon G-21G Turbo Goose en 1970 con turbohélices PT6A-27, aquí exhibido en Oshkosh Wisconsin

En 1937, la compañía construyó un hidrocanoa anfibio bimotor conocido como Grumman G-21 Goose. Propulsado por dos motores radiales Pratt & Whitney Wasp Junior SB de 336 kW (450 hp). Era un monoplano de ala alta, en cuyo borde de ataque estaban emplazados los motores, y bajo la cual se situaban dos flotadores estabilizadores acalandrados, una quilla hidrodinámica en forma de V y tren retráctil que le permitía labores anfibias, siendo esta una de sus características más apreciadas, ya que podía amerizar y luego subir por una rampa de hormigón para desembarcar a los pasajeros; adicionalmente se le consideraba muy robusto y relativamente fácil de maniobrar con buen tiempo. Construido antes de la guerra para uso comercial con la designación G-21A, y capaz de transportar hasta siete pasajeros, el Goose continuó en producción durante la Segunda Guerra Mundial, equipando unidades de las USAAF, la Armada y la Guardia Costera estadounidenses; algunos ejemplares pasaron más tarde al Cuerpo de Marines estadounidense.
Al terminar las hostilidades, los ejemplares supervivientes fueron puestos a la venta, y sirvieron con algunas líneas aéreas de la posguerra; en los Estados Unidos, la compañía McKinnon Enterprises se especializó en la revisión y puesta a punto de estos aparatos, así como el desarrollo de versiones mejoradas. Entre estas, se incluía una primera modificación consistente en reemplazar los motores R-985 por cuatro Avco Lycoming de 340 hp, pero la mayoría de las conversiones fueron las versiones G-21C y G-21D Turbo-Goose, equipadas con dos turbohélices Pratt & Whitney of Canada PT6A; además fueron incorporadas un cierto número de mejoras a esta última conversión, tales como flotadores escamoteables de punta alar y ventanas de cabina más grandes. También existió un G-21G Turbo-Goose, muy similar al anterior.
Grumman construyó alrededor de 345 aparatos, finalizando su producción en 1945. 
En 1966, algunas aerolíneas reemplazaron los motores radiales con turbohélices (Turbo-Goose), lo que permitía una mayor capacidad de carga útil o un incremento del número de pasajeros desde 7 (usual) a 12.
También estos aparatos fueron utilizados en Francia, Inglaterra (Escuadrón 749, con 55 aparatos) y Canadá (Pacific Coastal Airlines Ltd.) en versión civil en la Columbia Británica; así como en las Antillas, Costa Rica y en Estados Unidos, para servicios en Alaska y en isla Catalina, el lugar geográfico que concentró el mayor número de aviones, agrupados en diferentes aerolíneas menores.
Hoy en día, la Pacific Coastal Airlines en Vancouver, aún tiene 4 ejemplares en servicio activo.

## Historia operacional

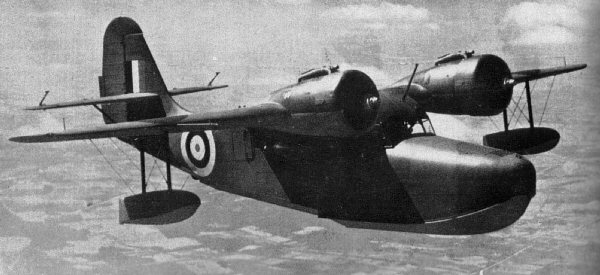
Goose de la Real Fuerza Aérea británica.

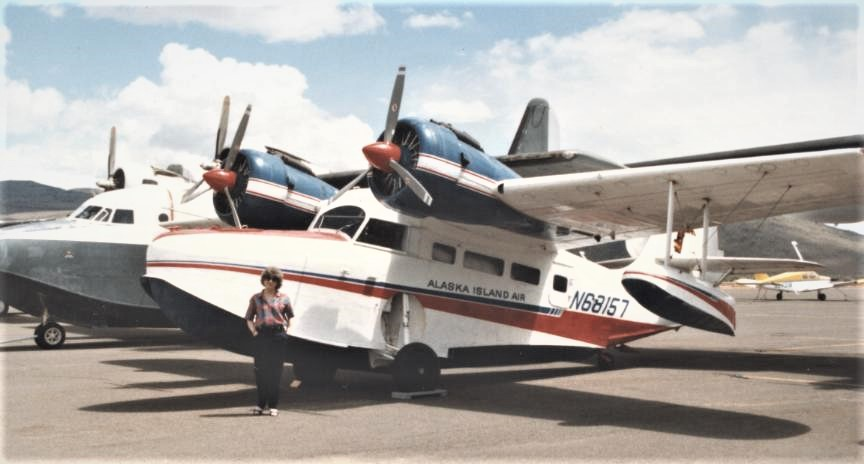
Grumman G-21A de Alaska Island Air en 1989.

Previsto como "yates volantes" corporativos o privados para millonarios de Manhattan, los modelos de producción inicial normalmente llevaban dos o tres pasajeros y tenían instalados un bar y un pequeño aseo. Además de comercializarse entre los pequeños transportistas aéreos, el G-21 también fue promovido como transporte militar. En 1938, el Cuerpo Aéreo del Ejército de los Estados Unidos compró el modelo como OA-9 (más tarde, en los años de la guerra, ejemplares requisados a propietarios civiles fueron designados como OA-13A). Las más numerosas de las versiones militares fueron las de la Armada estadounidense, designadas como JRF.
El avión anfibio también fue adoptado por la Guardia Costera y, durante la Segunda Guerra Mundial, sirvió con la Real Fuerza Aérea Canadiense en las misiones de transporte, reconocimiento, rescate y entrenamiento. El G-21 fue usado en tareas de rescate aéreo-marítimo por la Real Fuerza Aérea británica que, en una convención de nomenclatura para todos sus aviones, designó al modelo como "Goose".
Tras la guerra, el Goose se usó comercialmente en lugares desde Alaska a Catalina, y en el Caribe.
Se construyeron un total de 345 aparatos, con alrededor de 30 ejemplares en estado de vuelo actualmente (aunque unos 60 todavía aparecen en varios registros civiles, se sabe que muchos se han accidentado o destruido de otra manera), la mayoría en manos particulares, operando algunos de ellos de forma modificada.

## Variantes

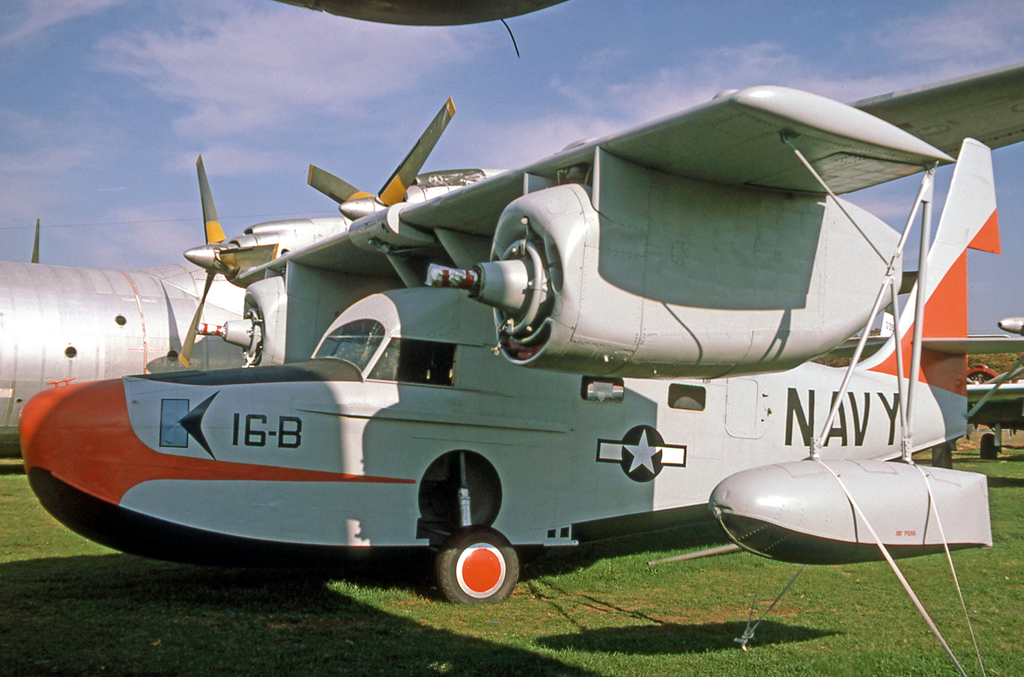
El único avión de investigación STOL de ala basculante Kaman K-16B.

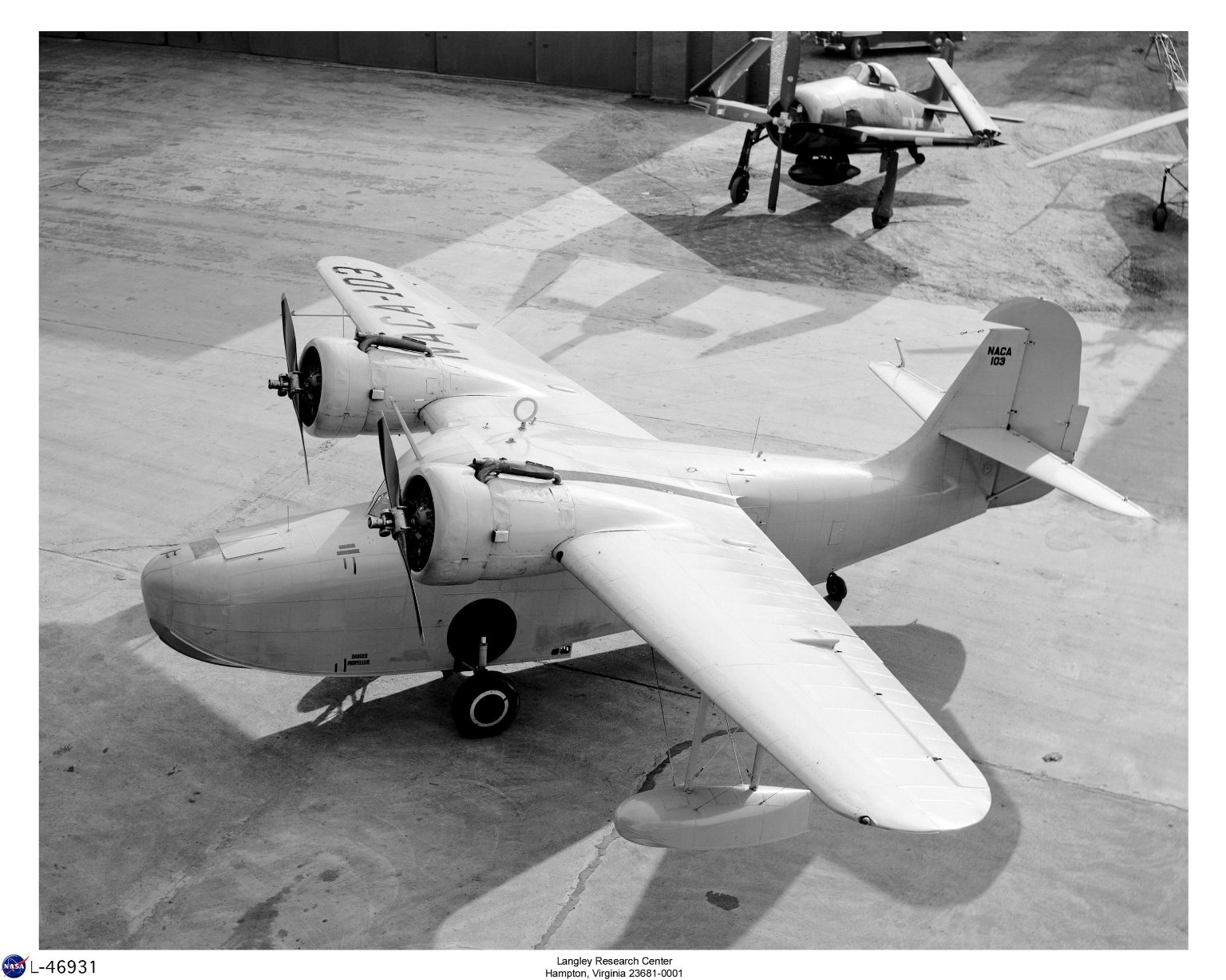
Grumman JRF-5.

G-21
Versión de producción original, estaba propulsada por dos motores Pratt & Whitney Wasp Junior SB de 336 kW (450 hp), con un peso cargado de 3400 kg, con seis pasajeros, siendo construidos 12 ejemplares, todos convertidos al estándar G-21A.
G-21A
Peso cargado aumentado a 3636 kg, 30 construidos.
G-21B
Construido como hidrocanoa de patrulla costera de exportación, armado con armas de 7,62 mm en escotillas proel y dorsal y dos bombas de 45 kg bajo las alas, 12 construidos para la Aviación Naval Portuguesa.
G-21C
Conversión de McKinnon Enterprises, remotorizada con cuatro motores bóxer de seis cilindros Lycoming GSO-480-B2D6 de 254 kW (340 hp) refrigerados por aire, con caja reductora y sobrealimentados, y equipada con flotadores retráctiles de punta alar, un morro "radar" de fibra de vidrio, parabrisas "envolvente" de una pieza y ventanas de cabina "de foto" (agrandadas); peso cargado aumentado a 5669 kg como resultado de refuerzos estructurales internos. Dos convertidos a G-21C de motor de pistón (números de serie 1201 y 1202) en 1958-59, y otras dos células convertidas posteriormente en 1968, pero con dos turbohélices Pratt & Whitney Canada PT6A-20 de 432 kW (550 shp, 579 eshp) por el certificado STC SA1320WE como G-21C "Híbridos" (números de serie 1203 y 1204). Los dos G-21C "Híbridos" eran realmente idénticos al posterior modelo G-21E de 4762,72 kg, pero nunca fueron certificados como tales.
G-21D
Un G-21C fue convertido por McKinnon con una sección delantera extendida caracterizada por dos ventanas extra a cada lado y acomodación para otros cuatro pasajeros (número de serie cambiado del 1201 al 1251 conjuntamente con la certificación como modelo G-21D en junio de 1960). En 1966, fue remotorizado con dos turbohélice PT6A-20 de 432 kW (550 shp, 579 eshp) y equipado con flaps eléctricos Alvarez-Calderon revisados en concordancia con el certificado STC SA1320WE, reteniendo la designación G-21D, pero identificado posteriormente como el McKinnon "Turboprop Goose".
G-21E
Nuevo modelo totalmente certificado, estaba basado en una conversión turbohélice simplificada del modelo G-21C de McKinnon, con motores PT6A-20 de 550 shp (motores Pratt & Whitney Canada PT6A-27 de 680 shp opcionales) y más combustible, pero sin los refuerzos estructurales del G-21C, con peso cargado de 4763 kg. Uno convertido (número de serie 1211).
G-21F
Conversión por el Servicio de Pesca y Vida Silvestre en Alaska (usando datos de ingeniería de McKinnon) con turbohélices Garrett TPE331-2UA-203D de 533 kW (715 shp), uno convertido, pero el modelo G-21F nunca fue aprobado por la FAA y el único ejemplar construido fue inexplicablemente recertificado como un supuesto G-21G de McKinnon, a pesar del hecho de que no fue construido por McKinnon y nunca confirmó el diseño del modelo G-21G.
G-21G
La conversión McKinnon final también fue completamente certificada como un modelo nuevo con motores PT6A-27 de 680 shp, 2218,25 l de combustible y peso cargado de 5669,9 kg. Dos fueron convertidos (números de serie 1205 y 1226).
Kaman K-16B
Avión experimental de ala basculante, usaba el fuselaje de un JRF-5 y estaba propulsado por dos motores General Electric YT58-GE-2A; uno construido, pero no voló.
XJ3F-1
Prototipo de avión anfibio utilitario de ocho asientos, construido para la Armada estadounidense; uno construido en 1938.
JRF-1
Versión de producción del XJ3F-1, cinco construidos para la Armada estadounidense.
JRF-1A
Similar al JRF-1, pero con aparejo de remolcado de blancos y escotilla para cámara añadida, cinco construidos para la Armada estadounidense.
JRF-2
Versión para la Guardia Costera de los Estados Unidos, tenía provisión para llevar camillas; siete construidos.
JRF-3
Similar al JRF-2, equipado con piloto automático y manguitos de deshielo en los bordes de ataque alares para ayudar en las operaciones en el Ártico. Tres construidos para la Guardia Costera.
JRF-4
Similar al JRF-1A, podía llevar dos cargas de profundidad bajo las alas. Se construyeron diez ejemplares para la Armada.
JRF-5
Versión principal de producción, incorporaba los soportes para bombas del JRF-4, el equipo de remolcado de blancos y de cámaras del JRF-1A, y el equipo de deshielo del JRF-3; 184 construidos. En 1953, un JRF-5 modificado fue utilizado para probar las características de despegue de los hidroesquís para la Armada estadounidense.
JRF-5G
24 JRF-5 transferidos a la Guardia Costera de los Estados Unidos.
JRF-6B
Entrenador de navegación, comprado para suministrarlo bajo la Ley de Préstamo y Arriendo; 50 construidos.
OA-9
Para transporte y rescate aéreo-marítimo para las Fuerzas Aéreas del Ejército de los Estados Unidos, 26 ordenados en 1938, complementados por cinco JRF-6B llevando la misma designación.
OA-13A
Designación dada a tres G-21A requisados para las USAAF.
OA-13B
Dos JRF-5 transferidos a las USAAF.
Goose Mk I
Designación británica para tres JRF-5, suministrados al Arma Aérea de la Flota.
Goose Mk IA
Designación británica para 44 JRF-6B, suministrados bajo la Ley de Préstamo y Arriendo y usados para el entrenamiento de observadores por el 749 Naval Air Squadron en Trinidad.
Goose Mk II
Designación británica para dos JRF-5, usados como transportes de personal por la Comisión Aérea Británica en los Estados Unidos y Canadá.

## Operadores

### Militares
Argentina

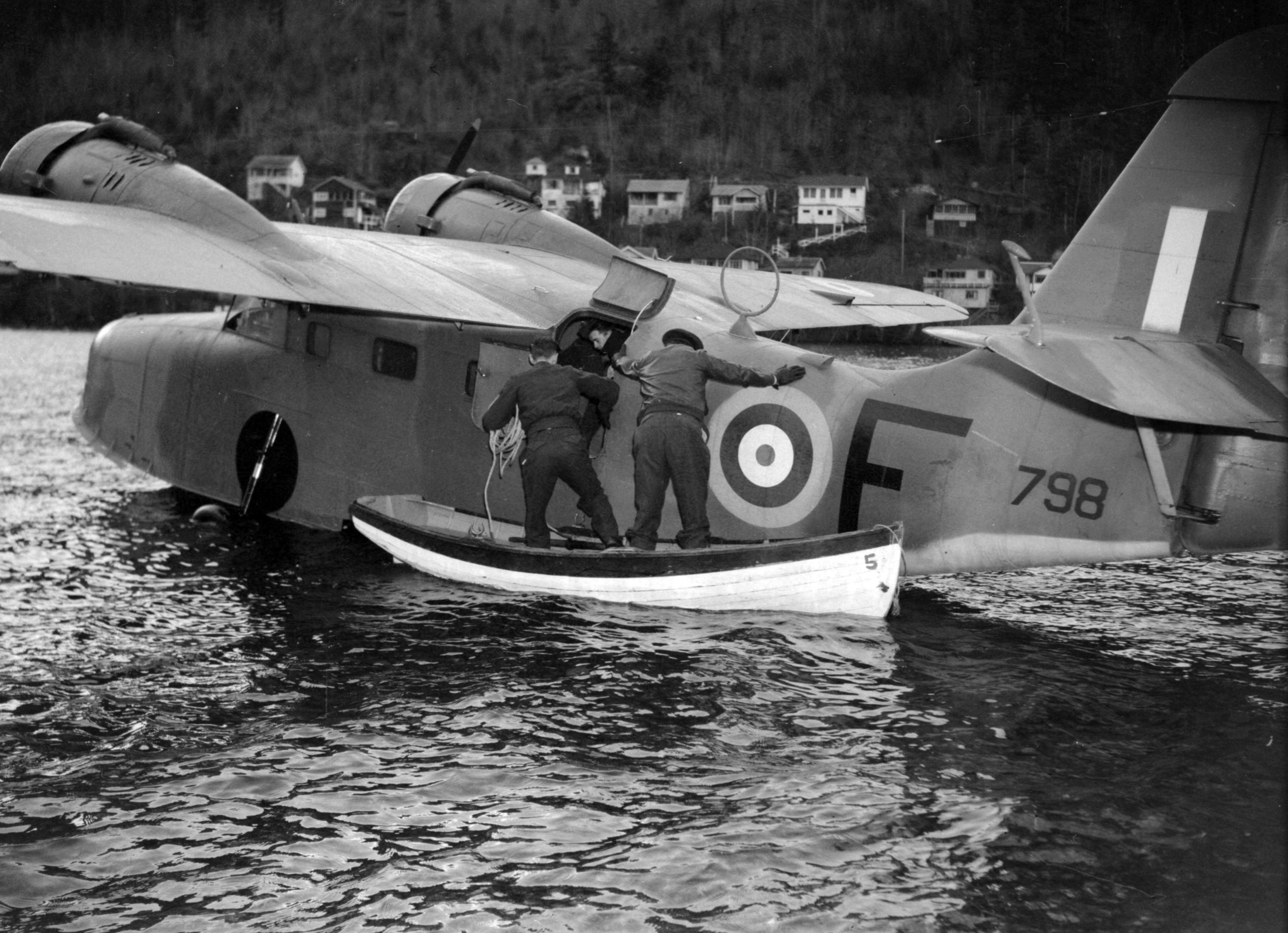
Grumman Goose #798 de la Real Fuerza Aérea Canadiense.

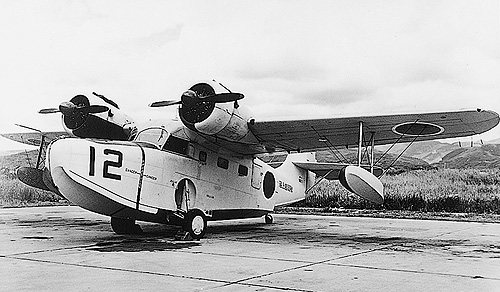
JRF-5 de la Fuerza Marítima de Autodefensa de Japón.

- Armada Argentina: seis aviones usados en 1947–1966.[20]

 Australia
- Real Fuerza Aérea Australiana: seis aviones usados por el No. 1 Air Ambulance Unit RAAF en el Mediterráneo.

 Bolivia
 Brasil
 Canadá
- Real Fuerza Aérea Canadiense

 Cuba
 Estados Unidos
- Cuerpo Aéreo del Ejército de los Estados Unidos
- Fuerzas Aéreas del Ejército de los Estados Unidos
- Armada de los Estados Unidos
- Guardia Costera de Estados Unidos

 Francia
 Honduras
 Japón
- Fuerza Marítima de Autodefensa de Japón

 Paraguay
- Fuerzas Armadas de Paraguay

 Perú
- Fuerza Aérea del Perú

 Portugal
- Aviación Naval Portuguesa[21]
- Fuerza Aérea Portuguesa[22]

 Reino Unido
- Real Fuerza Aérea británica: varios ejemplares requisados para el 24 Squadron y ATA.[23]
- Marina Real británica: 44 ejemplares del Préstamo-Arriendo.

 Suecia
- Fuerza Aérea Sueca

### Gubernamentales
Estados Unidos
- El Servicio de Pesca y Vida Silvestre de los Estados Unidos y la Oficina de Gestión del Territorio operaron varios aviones G-21.

 Canadá
- Policía Montada del Canadá[24]

### Civiles
Australia
- Asiatic Petroleum

 Canadá
- Pacific Coastal Airlines
- Wilderness Seaplanes

 Croacia
- European Coastal Airlines

 Estados Unidos

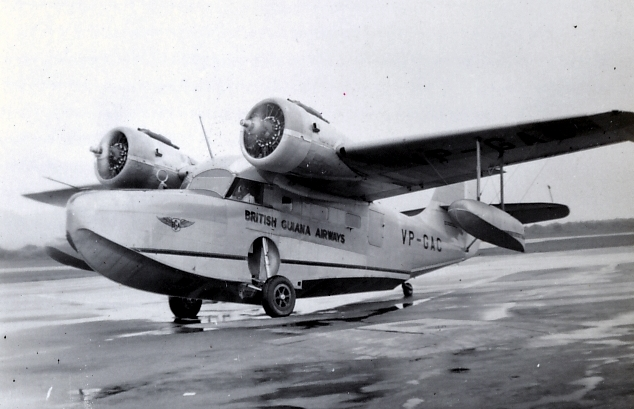
Grumman Goose de la British Guiana Airways alrededor de 1955; Piarco Airport, Trinidad.

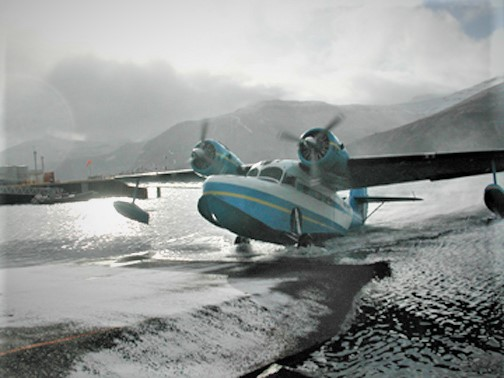
Grumman Goose de 1942 en Akutan (Alaska), operado por PenAir.

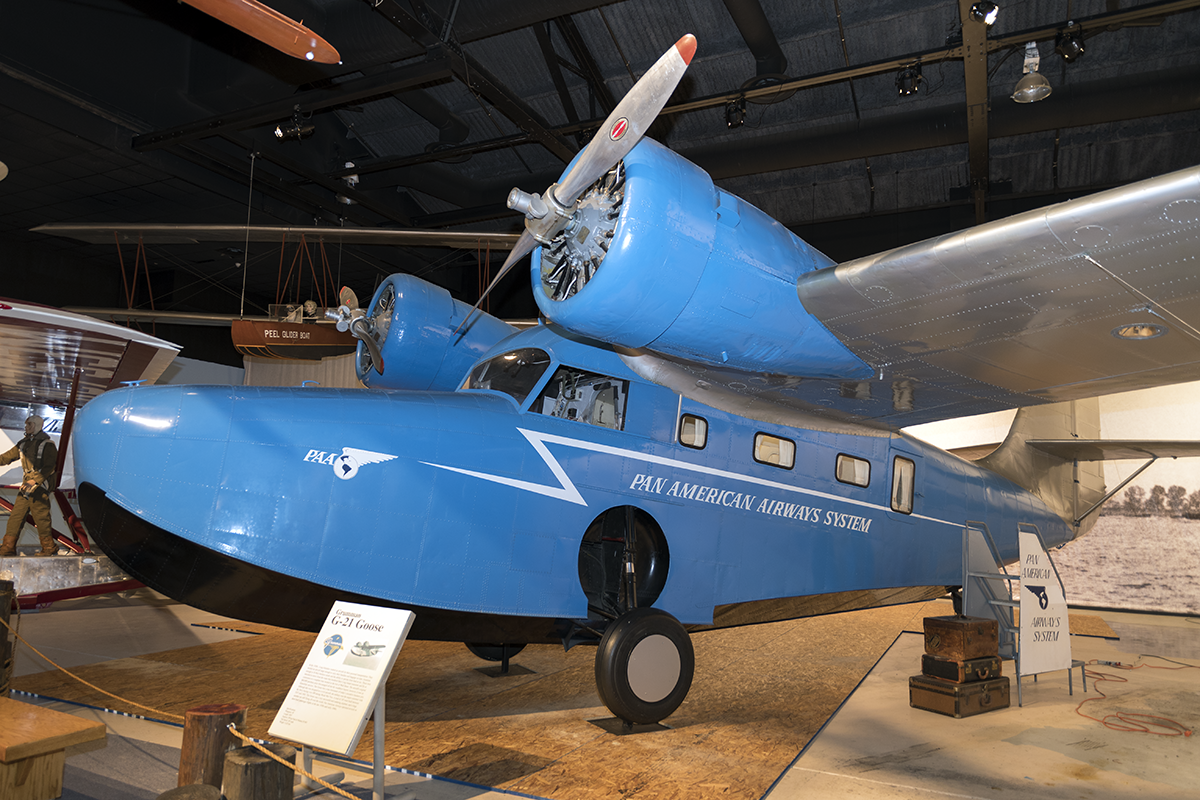
Grumman Goose NC16913 pintado con los colores de Pan Am en el Cradle of Aviation Museum, Long Island.

- Alaska Airlines: Alaska Airlines llamó a sus aviones de turbohélice como "Turbo Goose". La aerolínea también operó la versión de motor de pistón.[25]
- Alaska Coastal Airlines
- Alaska Coastal-Ellis Airlines
- Alaska Island Air
- Alaska Fish and Game
- Amphib. Inc.
- Antilles Air Boats
- Avalon Air Transport
- Catalina Air
- Catalina Channel Airlines
- Chevron of California
- Devcon Construction
- Flight Data Inc.
- Ford Motor Co.
- Gulf Oil
- Kodiak Airways
- Kodiak Western
- North Coast Aero
- Ozark Management
- Pan Air
- PenAir
- Reeve Aleutian Airways
- SouthEast Skyways
- Superior Oil
- Sun Oil Co. (Sunoco)
- Teufel Nurseries
- The Texas Company (Texaco)
- Tuthill Corporation
- Virgin Islands Seaplane Shuttle
- Webber Airlines

 Fiyi
- Yaukuve Resort

 Guayana británica
- British Guiana Airways

 Indias Orientales Neerlandesas
- Koninklijke Nederlandsch-Indische Luchtvaart Maatschappij

 Islandia
- Loftleiðir

 Nueva Zelanda
- Mount Cook Airline
- Sea Bee Air

 Noruega

## Accidentes e incidentes
- 19 de noviembre de 1943: un Grumman JRF-2 de Port Heiden, Alaska (USCG), se estrelló con tres tripulantes y un pasajero, todos desaparecidos. Fue encontrado en 1987.[26]
- 13 de marzo de 1947: un Grumman JRF-6B de Loftleiðir con siete pasajeros y un piloto se estrelló inmediatamente después de despegar en el Hvammsfjörður, cerca de la ciudad de Búðardalur en Islandia. El piloto y cuatro pasajeros fueron rescatados por un bote tras evacuar el avión. Tres pasajeros no pudieron salir y se hundieron con él. Uno de los pasajeros rescatados no sobrevivió.[27]
- 21 de agosto de 1958: el N720 se estrelló en la Cordillera de Brooks, cerca de la parte alta del Río Ivishak, en Alaska, muriendo los agentes Clarence J. Rhode y Stanley Fredericksen del Servicio de Pesca y Vida Silvestre de los Estados Unidos, y el hijo de Clarence, Jack. El lugar de accidente no fue encontrado hasta el 23 de agosto de 1979.[28]
- 27 de enero de 1961: un JRF-5 de la Armada francesa se estrelló, muriendo el Almirante Pierre Ponchardier y cinco personas más. El accidente provocó que Francia retirara todos sus Grumman JRF-5 Goose en la primavera del mismo año.[29][30]
- 30 de julio de 1971: una persona murió y otra resultó herida cuando un Grumman G-21A que despegaba del aeropuerto de Greenville, Maine, experimentó un fallo o avería de motor. La NTSB determinó que la causa probable sería la falta de familiarización del piloto con el avión y una mala administración del combustible.[31]
- 22 de junio de 1972: el N1513V de Reeve Aleutian Airways fue dado de baja en False Pass, Alaska.[32][33]
- 2 de septiembre de 1978: Charles F. Blair, Jr., antiguo piloto del Naval Air Transport Service y de Pan American Airways, y marido de la actriz Maureen O'Hara, estaba volando un Grumman Goose que pertenecía a su compañía, Antilles Air Boats, desde St. Croix a St. Thomas en las Islas Vírgenes estadounidenses, cuando se estrelló contra el océano debido a un fallo en el motor izquierdo. Tres pasajeros y él resultaron muertos; siete pasajeros resultaron gravemente heridos.[34]
- 3 de agosto de 2008: un Grumman Goose de Pacific Coastal Airlines con siete pasajeros y tripulantes se estrelló durante un vuelo desde Port Hardy a Chamiss Bay. El avión acabó completamente destruido por el fuego. Solo hubo dos supervivientes.[35]
- 16 de noviembre de 2008: un Grumman Goose de Pacific Coastal Airlines con ocho pasajeros y tripulantes se estrelló en la Isla South Thormanby en la Costa de Poniente de la Columbia Británica, con mal tiempo, durante un vuelo desde el Aeropuerto Internacional de Vancouver a Toba Inlet, Columbia Británica. Solo sobrevivió un pasajero. La compañía reanudó las operaciones con hidrocanoas el 19 de noviembre del mismo año.[36]
- 27 de febrero de 2011: un Goose turbohélice, N221AG, se estrelló en los Emiratos Árabes Unidos cuando viró bruscamente después de despegar.[37]
- 17 de junio de 2014: un Grumman G-21A Goose perdió el control en una tormenta de nieve sobre la frontera de Montana/Idaho y se estrelló en una aparcamiento de la estación de esquí Lost Trail, cerca de la cumbre del Collado Lost Trail, incendiándose a continuación. El avión resultó completamente destruido, y el piloto, que era el único ocupante del avión, resultó muerto.[38][39]

## Aviones en exhibición
Canadá
- B-77: G-21A almacenado en el Canada Aviation and Space Museum en Ottawa, Ontario.[40][41]

Estados Unidos
- 1048: G-21A en exhibición estática en el Centro Steven F. Udvar-Hazy del Museo Nacional del Aire y el Espacio de Estados Unidos en Chantilly (Virginia).[42]
- 1085: G-21A en exhibición estática en el National Naval Aviation Museum en Pensacola, Florida.[43][44]
- 1157: G-21A en restauración para exhibición estática en la Tongass Historical Society en Ketchikan, Alaska.[45][46][47]
- B-122: G-21A en exhibición estática en el Evergreen Aviation & Space Museum en McMinnville (Oregón).[48][49]
- B-130: G-21A en exhibición estática en el Historic Aircraft Restoration Project en Nueva York.[50]
- En exhibición estática en el Cradle of Aviation Museum en Garden City (Nueva York).[51]

## Especificaciones (JRF-5 Goose)
Referencia datos: United States Navy Aircraft since 1911

### Características generales
- Tripulación: Uno a tres
- Capacidad: 5 a 7 pasajeros
- Carga: 1200 kg (2644,8 lb)
- Longitud: 11,7 m (38,5 ft)
- Envergadura: 14,9 m (49 ft)
- Altura: 4,3 m (14,1 ft)
- Superficie alar: 34,9 m² (375,7 ft²)
- Perfil alar: Raíz: NACA 23015, Punta alar: NACA 23009
- Peso vacío: 2466 kg (5435,1 lb)
- Peso cargado: 3636 kg (8013,7 lb)
- Peso útil: 1170 kg (2578,7 lb)
- Peso máximo al despegue: 3636 kg (8013,7 lb)
- Planta motriz: 2× motor radial de nueve cilindros refrigerado por aire Pratt & Whitney R-985-AN-6 Wasp Junior.
  - Potencia: 340 kW (469 HP; 462 CV) cada uno.
- Hélices: 1× Bipala de paso regulable por motor.

### Rendimiento
- Velocidad máxima operativa (Vno): 324 km/h (201 MPH; 175 kt) a 1520 m (5000 pies)
- Velocidad crucero (Vc): 308 km/h (191 MPH; 166 kt) a 1520 m (5000 pies)
- Alcance: 1030 km (556 nmi; 640 mi)
- Techo de vuelo: 6494 m (21 306 ft)
- Régimen de ascenso: 5,6 m/s (1102 ft/min)
- Carga alar: 104 kg/m² (21,3 lb/ft²)
- Potencia/peso: 0,19 kW/kg (0,11 hp/lb)

### Armamento
- Bombas: 

  - 2x carga de profundidad de 147,42 kg o
  - 2x bomba de 113,4 kg

## Aeronaves relacionadas

### Desarrollos relacionados
- Grumman G-73 Mallard
- Grumman Widgeon
- Kaman K-16B

### Secuencias de designación
- Secuencia G-_ (interna de Grumann): ← G-18 - G-19 - G-20 - G-21 - G-22 - G-23 - G-24 - G-25 - G-26 - G-27 - G-29 - G-30 - G-31 - G-32 - G-33 - G-34 - G-35 - G-36 - G-37 - G-38 - G-39 - G-40 - G-41 - G-42 -- G-44 - G-45 - G-46 - G-47 - G-48 - G-49 - G-50 →
- Secuencia OA-_ (Aviones anfibios de observación del USAAC/USAAF, 1925-1948): ← OA-6 - OA-7 - OA-8 - OA-9 - OA-10 - OA-11 - OA-12 - OA-13 - OA-14 - OA-15 - SA-16
- Secuencia J_F (Aviones Utilitarios de la Armada estadounidense, 1931-1955 (Grumman, 1931-1962)): JF - J2F - J3F - J4F
- Secuencia JR_F (Aviones de Transporte Utilitario de la Armada estadounidense, 1935-1955 (Grumman, 1931-1962)): JRF - JR2F
- Secuencia aviones militares de la Fuerza Aérea Sueca, 1940-presente: ← Tp 78 - Tp 79 - Tp 80 - Tp 81 - Tp 82 - Tp 83 - Tp 84 →